# Lira Neto
João de Lira Cavalcante Neto (Fortaleza, 25 de dezembro de 1963), mais conhecido como Lira Neto, é um escritor e jornalista brasileiro. Graduado em Comunicação Social pela Universidade Federal do Ceará e mestre em Comunicação e Semiótica pela Pontifícia Universidade Católica de São Paulo.
Tem quase vinte livros publicados (até 2025). Venceu quatro vezes o Prêmio Jabuti de Literatura (2007, 2010, 2013 e 2014) e uma vez o Prêmio da Associação Paulista de Críticos de Arte - APCA (2014), sempre na categoria Biografia.
Em 2015, 2016 e 2018, como writer-in-residence, ministrou aulas e proferiu palestras na Portuguese School do Middlebury College, em Vermont, Estados Unidos.

## Biografia
Lira Neto fez o ensino médio na antiga Escola Técnica Federal do Ceará, atual Instituto Federal de Educação, Ciência e Tecnologia do Ceará (IFCE), onde cursou Tecnologia em Estradas e obteve o diploma de técnico em Topografia. Porém, nunca exerceu a profissão.
Antes de dedicar-se ao jornalismo, trabalhou como professor de História, Redação e Literatura, em vários colégios de Fortaleza.
Cursou Filosofia (Faculdade de Filosofia de Fortaleza), Letras (Universidade Estadual do Ceará) e Jornalismo (Universidade Federal do Ceará). Como jornalista, começou como revisor do Diário do Nordeste (Fortaleza) e posteriormente transferiu-se para o jornal O Povo da mesma cidade, no qual ocupou entre outras funções as de repórter especial, editor de cultura e ombudsman.
Nos início do anos 80, ainda morando em Fortaleza, escreveu e publicou poesia alternativa, destacando-se como um dos principais nomes da chamada "poesia marginal" do Ceará. São desta época uma série de folhetos xerocados e mimeografados de sua autoria, como Gamões & Fliperamas, Roteiro dos Círculos e Girassol Marginal.
Radicado hoje na cidade de São Paulo, possui artigos, entrevistas e reportagens publicados em alguns dos principais jornais e revistas do Brasil.
Além de jornalista e escritor, também é editor de livros. Já trabalhou como coordenador editorial de duas editoras: Edições Demócrito Rocha (Fortaleza) e Contexto (São Paulo).
Em 2007, foi agraciado com o Prêmio Jabuti de Literatura, na categoria melhor biografia do ano, pelo livro O Inimigo do Rei: Uma biografia de José de Alencar ou a mirabolante aventura de um romancista que colecionava desafetos, azucrinava D. Pedro II e acabou inventando o Brasil (Editora Globo). O extenso subtítulo da obra é uma referência à estética do folhetim do século XIX.

## Premiações
| Ano  | Obra | Editora              | Prêmio | Classificação                     |
| ---- | --- | -------------------- | ------ | --------------------------------- |
| 2007 | O Inimigo do Rei: uma Biografia de José de Alencar ou a Mirabolante Aventura de um Romancista que Colecionava Desafetos, Azucrinava D. Pedro II e Acabou Inventando o Brasil | Globo                | Jabuti | 1º lugar na categoria “Biografia” |
| 2010 | Padre Cícero – Poder, Fé e Guerra no sertão | Companhia das Letras | Jabuti | 2º lugar na categoria “Biografia” |
| 2013 | Getúlio: dos anos de formação à conquista do poder (1882-1930) | Companhia das Letras | Jabuti | 3º lugar na categoria “Biografia” |
| 2014 | Getúlio – Do governo Provisório à Ditadura do Estado Novo (1930-1945) | Companhia das Letras | Jabuti | 1º lugar na categoria “Biografia” |
| 2014 | Getúlio - Da volta pela consagração popular ao suicídio (1945 - 1954) | Companhia das Letras | APCA   | "Melhor Biografia"                |

## Obras
- 19. Oswald de Andrade: Mau selvagem (Companhia das Letras, 2025)
- 18. Ricardo Kotscho - Um contador de histórias (Editora Contracorrente, 2024)
- 17. A arte da biografia - Como escrever histórias de vida (Companhia das Letras, 2022)
- 16. Edson Queiroz - Uma biografia (Bella Editora, 2022)
- 15. A Vacina sem Revolta: A Luta de Rodolpho Theophilo contra o poder e a peste (Bella Editora, 2022)
- 14. Os Arrancados da Terra: Perseguidos pela Inquisição na Península Ibérica, refugiaram-se na Holanda, ocuparam o Brasil e fizeram Nova York (Companhia das Letras, 2021)[1]
- 13. Da roda ao auditório: uma transformação do samba pela Rádio Nacional (Armazém da Cultura, 2019)
- 12. Uma história do samba: as origens (Companhia das Letras, 2017).[2]
- 11. Crônicas da Aldeia (Armazém da Cultura, 2014).
- 10. História Urbana e Imobiliária de Fortaleza - Biografia Sintética de Uma Cidade (Editora Braba, 2014). Lira Neto e Claudia Albuquerque.
- 9. Getúlio (1945–1954): Da volta pela consagração popular ao suicídio (Companhia das Letras, 2014) - Na terceira e última parte da consagrada série biográfica sobre Getúlio Vargas, Lira Neto reconstitui os acontecimentos políticos e pessoais mais importantes dos anos finais do ex-presidente. Entre a deposição por um golpe militar, em outubro de 1945, e o suicídio, em agosto de 1954, o livro revela como a história do Brasil se entrançou com a vida de Getúlio, inclusive enquanto afastado do poder.
- 8. Getúlio (1930–1945): Do governo provisório à ditadura do Estado Novo (Companhia das Letras, 2013) - o 2° volume da trilogia biográfica sobre o advogado e político brasileiro Getúlio Vargas. A pesquisa rigorosa e o texto cativante continuam nesta parte central da saga contando a trajetória do líder responsável pelas mais profundas transformações do País no século XX. O livro reconstitui os mandatos do gaúcho de São Borja no Palácio do Catete como chefe do Governo Provisório (1930-4), como presidente constitucional (1934-7) e por fim como ditador (1937-45) bem como os meandros de sua vida privada e a sua astúcia calculista em suas plenitudes.
- 7. Getúlio (1882–1930): Dos Anos de Formação à Conquista do Poder (Companhia das Letras, 2012) - o 1° volume da trilogia biográfica sobre o advogado e político brasileiro Getúlio Dorneles Vargas. O livro é baseado ao profundo em documentos a exemplos de cartas pessoais, memorandos oficiais, diários íntimos, autos judiciais, boletins de ocorrência, notícias de jornal, anúncios de publicidade, charges, hinos, marchinhas, livros de memórias, entrevistas, depoimentos... dentre outros.
- 6. Padre Cícero: Poder, Fé e Guerra no Sertão (Companhia das Letras, 2009) - biografia do sacerdote Cícero Romão Batista, figura carismática e polêmica que foi excomungado, mas arrebatou milhões de fiéis.
- 5. Maysa: Só numa multidão de amores (Editora Globo, 2007) - biografia da cantora Maysa Matarazzo, um dos maiores nomes da música popular brasileira, ícone das canções de "fossa" e uma das pioneiras da bossa nova. O livro mostra toda a trajetória pessoal e profissional da artista, a cujo acervo (diários, correspondência, bilhetes, álbuns de recortes etc) o autor teve livre acesso, pelas mãos do filho da biografada, Jayme Monjardim.
- 4. O Inimigo do Rei: Uma biografia de José de Alencar (Editora Globo, 2006) - biografia do escritor, jornalista e político brasileiro José de Alencar, autor de obras-primas do Romantismo como O Guarani, Iracema e Lucíola. Baseada em documentos inéditos ou pouco visitados pela historiografia, a obra mostra um lado menos conhecido do famoso escritor romântico: o de mordaz polemista.
- 3. Castello: A marcha para a ditadura (Contexto, 2004) - biografia do ex-presidente Humberto Castelo Branco, o primeiro dos generais a assumir o poder após o movimento militar deflagrado em 1964. Baseado em documentos do período, o livro mostra como um general que sempre trabalhou nos bastidores da caserna conseguiu aglutinar em torno de seu nome um expressivo grupo de empresários, ruralistas e militares para chegar à presidência após derrubar o então presidente João Goulart, constitucionalmente eleito.
- 2. A herança de Sísifo: Da arte de carregar pedras como ombudsman na imprensa (Edições Democrito Rocha, 2000) - relato da experiência do autor como ombudsman do jornal cearense O Povo. O livro discute uma série de questões éticas relacionadas ao exercício do jornalismo.
- 1. O poder e a peste: A vida de Rodolfo Teófilo (EDR, 1999) - biografia do escritor, farmacêutico e pioneiro da saúde pública Rodolfo Teófilo, personagem histórico que, na virada do século XIX para o século XX, enfrentou a grande epidemia de varíola que vitimou um quinto da população da capital cearense.